# Aqchi
Aqchi, även känd som Aheqi och Akqi, är ett härad som lyder under den autonoma prefekturen Kizilsu i Xinjiang-regionen i nordvästra Kina.